# Bis zum letzten Mann
Bis zum letzten Mann (Originaltitel: Fort Apache) ist ein US-amerikanischer Kavalleriewestern von John Ford aus dem Jahr 1948 mit John Wayne, Henry Fonda, Shirley Temple und Pedro Armendariz in den Hauptrollen. Als Vorlage diente eine Kurzgeschichte von James Warner Bellah. Der Western wird zur sogenannten Kavallerie-Trilogie gezählt.

## Handlung
Der Kavallerieoffizier Owen Thursday, der im Sezessionskrieg zum General aufgestiegen war, ist verbittert über seine nach Kriegsende erfolgte Zurückstufung zum Oberstleutnant. Seine Abkommandierung als Befehlshaber des Fort Apache, im Südwesten der USA gelegen, sieht er als weitere Demütigung an. Er betrachtet den Befehlshaberposten lediglich als Zwischenstation seiner weiterzuführenden Karriere, die er durch einen prestigeträchtigen Sieg zu befördern gedenkt. Ein solcher Sieg über die von ihm verachteten Indianer ist seiner Ansicht nach leicht zu erringen. Bei seinen Untergebenen im Fort macht sich Thursday, der steif und distanziert auftritt, schnell unbeliebt. Er legt großen Wert auf die Wahrung von Rangunterschieden und die Einhaltung formaler Regularien, muss aber bisweilen von Untergebenen selbst an deren Beachtung erinnert werden. Im Gegensatz zu ihm gelingt es Thursdays aufgeschlossener und lebenslustiger Tochter Philadelphia, die mit ihrem Vater in den Westen gekommen ist, sich schnell im Fort zu assimilieren. Sie wird von Leutnant O’Rourke umworben, dem Sohn eines Unteroffiziers. Dessen Vater teilte das Schicksal Thursdays, ist von seinem im Bürgerkrieg erreichten Offiziersrang zurückgestuft worden. Thursday versucht, die sich anbahnende Beziehung zu unterbinden, weil sie ihm nicht standesgemäß erscheint.
Zum Gegenspieler Thursdays wird der Hauptmann York, ein alter Haudegen, der wegen seiner unkomplizierten Art bei den Untergebenen beliebt und auch bei den Indianern geachtet ist. Thursday schlägt Yorks Erfahrung und Ratschläge in den Wind, enthebt ihn schließlich gar des Kommandos, als York vor einer aberwitzigen Aktion gegen die Apachen warnt. Diese sind wegen der Machenschaften des korrupten Indianeragenten Meacham auf dem Kriegspfad und haben sich durch Ausweichen in mexikanisches Territorium dem Zugriff der US-Kavallerie entzogen. Nach Verhandlungen Yorks sind die Apachen zum Frieden bereit, werden aber von Thursday attackiert, unter Bruch der von York gegebenen Versprechen. Thursdays Truppe wird nahezu völlig vernichtet, nur York entkommt mit wenigen Männern.
Einige Zeit später haben die Überlebenden der Indianerschlacht Karriere gemacht: Leutnant O’Rourke ist zum Oberleutnant aufgestiegen, der (namenlose) irische Rekrut, von seinem Landsmann Sergeant Mulcahy anfangs zum  Hilfskorporal (Acting Corporal) ernannt, versieht als Hauptfeldwebel (First Sergeant) seinen Dienst im Vorzimmer des neuen Regimentskommandeurs: Oberstleutnant York. Von Journalisten zur Rolle seines gefallenen Vorgängers Thursday befragt, äußert sich York nach kurzem Zögern bewusst vage. Er lobt Thursdays persönliche Tapferkeit, verschweigt aber im Wissen um die Sehnsucht der Öffentlichkeit nach einem Helden dessen militärisches und zwischenmenschliches Versagen: „Nie ist ein Mann tapferer gestorben. Und nie hat ein Mann seinem Regiment mehr Ehre gemacht.“ In der um 35 Minuten kürzeren deutschen Synchronfassung fehlt der Satz.

## Synchronisation
Die deutsche Fassung entstand bei der Simoton Film GmbH in Berlin. Das Dialogbuch schrieb Richard Busch, der auch die Regie übernahm. Neben dieser stark gekürzten Synchronfassung existiert auch eine rekonstruierte Fassung, in der die fehlenden Szenen enthalten sind. Sie wurden aber nicht nachsynchronisiert, sondern mit deutschen Untertiteln versehen. Diese Fassung ist nicht auf DVD verfügbar.
| Darsteller       | Rolle                 | Synchronsprecher    |
| ---------------- | --------------------- | ------------------- |
| John Wayne       | Captain Kirby York    | Heinz Engelmann     |
| Henry Fonda      | Lt.Col. Owen Thursday | Fritz Tillmann      |
| Shirley Temple   | Philadelphia Thursday | Heike Balzer        |
| Pedro Armendariz | Sgt. Beaufort         | Ralph Lothar        |
| Ward Bond        | Sgt.Maj. O’Rourke     | Wolf Martini        |
| John Agar        | Lt. Michael O’Rourke  | Eckart Dux          |
| George O’Brien   | Capt. Sam Collingwood | Robert Klupp        |
| Victor McLaglen  | Sgt. Festus Mulcahy   | Eduard Wandrey      |
| Anna Lee         | Mrs. Collingwood      | Elisabeth Ried      |
| Dick Foran       | Sgt. Quinncannon      | n.n.                |
| Guy Kibbee       | Capt. Dr. Wilkens     | Walter Werner       |
| Grant Withers    | Silas Meacham         | Hans Emons          |
| Jack Pennick     | Sgt. Daniel Schattuck | n.n.                |
| Ray Hyke         | Lt. Gates             | n.n.                |
| Movita Castaneda | Guadalupe             | n.n.                |
| Mary Gordon      | Ma, die Wirtin        | n.n.                |
| Philip Lieffer   | Kavaleriemann         | n.n.                |
| Mae Marsh        | Mrs. Gates            | n.n.                |
| Hank Worden      | Rekrut                | Carl Heinz Carell   |
| Miguel Inclan    | Cochise               | Wolf Martini        |
| Harry Tenbrock   | Tom O'Feeney          | Hans Hessling       |
| Frank McGrath    | Corporal Derice       | Reinhard Kolldehoff |

## Ausstattung
Der Film spielt während der Zeit des Generals George Armstrong Custer, um 1875. Die Uniformen der Soldaten umfassen Ausrüstungsgegenstände mehrerer Jahrzehnte und wurden so, in diesen Kombinationen und teils auch in der gezeigten Ausführung wohl nie getragen. Die während der Tanzszene gezeigten Galauniformen der Unteroffizier und Musiker stammen noch aus den Jahren 1855/1858, die im Film etwas freier interpretierte Gala des Kommandanten trug man bereits im Bürgerkrieg. Tatsächlich wurden erst 1878 neue Galauniformen eingeführt. Die im Film gezeigten Kepis im neuen Schnittmuster wurden ab 1872 ausgegeben und hatten erstmals die gekreuzten Schwertern sowie die im Film fehlenden Regimentsnummern auf der Stirnseite. Einige Darsteller tragen dieses Kepi neuer Form fälschlicherweise mit den Schwertern auf dem Mützendeckel. Dieses Detail gehört jedoch zur Vorschrift der alten Kepis in der Zeit vor 1872 und ist daher so historisch nicht stimmig. Die während des Felddienstes vom Kommandeur gezeigte Jacke ist das 1876 eingeführte Offiziersmodell. Sie wurde für den Film jedoch nicht ganz korrekt geschnitten. Der von den Kavalleristen getragene helle Hut soll offenbar an den „Campain Hat“ M1883 erinnern. In allen drei Kavalleriewestern Fords wird von diesem Hut jedoch eine extrem zerknautschbare, viel zu helle Ausformung gezeigt, die es so bei der Reiterei nie gegeben hat. Eigentlich müsste im Film der 1872 eingeführte schwarze Falthut gezeigt werden, dessen Krempe sich an zwei Seiten vollständig hochklappen ließ. Das unter anderem von John Wayne und anderen Offizieren getragene Westernhemd gehört nicht in den US-amerikanischen Uniformkanon, jedoch hat unter anderem auch Custer frei interpretierte Uniformteile für sich anfertigen lassen. In vielen Western, so auch bei Ford, tragen die wenigsten Soldaten im Dienst ihre Uniformjacke. Dieses Bild ist aus historischer Sicht nicht haltbar.

## Hintergründe
- Dem Drehbuch lag die Kurzgeschichte Massacre (deutsche Ausgabe unter dem Titel: Bis zum letzten Mann) von James Warner Bellah zugrunde.
- Die Kernhandlung des Films ist eine freie Verarbeitung der Geschichte des George Armstrong Custer und dessen letzter Schlacht am Little Bighorn. Dabei wurde die Handlung in den Südwesten verlegt, aus den Sioux und Cheyenne wurden bei Ford Apachen.
- John Ford erläuterte in einem Gespräch mit Peter Bogdanovich seine Sicht der Heldenverehrung: „Wir haben eine Menge Leute, von denen angenommen wird, daß sie große Helden gewesen sind. Und Sie wissen verdammt gut, daß sie es nicht waren. Aber es ist gut für das Land, Helden zu haben, um zu ihnen aufblicken zu können; wie Custer: ein großer Held. Gut, er war es nicht.“ Für Ford war die Legende wichtiger als die oftmals bittere Wahrheit. (Zitat nach Hanisch, S. 218)
- Shirley Temple und John Agar, die im Film ein Paar werden, waren zur Entstehungszeit des Films auch im realen Leben ein Paar; kurz nach den Dreharbeiten trennten sie sich in einer öffentlich ausgetragenen Scheidung.
- Das für den Film verwendete Fort wurde speziell für diesen Film im Simi Valley, Kalifornien, auf der Corriganville Movie Ranch erbaut. Es wurde danach in zahlreichen weiteren Film- und Fernsehproduktionen verwendet.
- Der Uraufführungstag war der 9. März 1948.

## Rezeption
- Bis zum letzten Mann war der erste Film der so genannten Kavallerie-Trilogie von John Ford. Ihm folgten Der Teufelshauptmann und Rio Grande. Alle drei Filme beinhalten Außenaufnahmen im Monument Valley.
- Die Frage des Umgangs mit Wahrheit und Legende, die in vielen seiner Filme von Bedeutung ist, nimmt Ford in seinem Spätwerk Der Mann, der Liberty Valance erschoß nochmals explizit auf. Die dortige Schlusssequenz der Heldenverehrung wider besseres Wissen erscheint wie eine variierte Neuauflage der Szene in Bis zum letzten Mann.

## Kritiken
- Eine optisch fesselnde Verherrlichung blutiger Taten (Uraufführungskritik der Zeitung New York Herald Tribune vom 10. März 1948, hier zit. nach Hembus)
- [...] ein sehr eindrucksvolles, formal bedeutendes Werk der Reife. [...] eine kluge Meditation über Fragen der Verantwortung des einzelnen gegenüber der Gemeinschaft, über individuelle Freiheit und Unterordnung unter die Interessen der Gemeinschaft, über den Sinn oder Unsinn von militärischen und zivilen Rangordnungen, über Tradition und Traditionslosigkeit. (Hanisch, S. 220)
- Der auf historische Wahrheit bedachte und mit großem Können gestaltete Film von Altmeister John Ford verbindet mit seiner Geschichte eine herbe Kritik am Verhalten der Weißen gegenüber den Indianern. Als beispielhafter Western schon ab 14 Jahren warm zu empfehlen. (Evangelischer Filmbeobachter, Kritik Nr. 148a/1966 – Neubesprechung)

## Auszeichnungen
- Internationales Filmfestival von Locarno: Auszeichnung für beste Regie und beste Kamera.